# دانش و اخلاق
دانش و اخلاق کتابی از ولی‌الله نصر است که در سال __ منتشر و برندهٔ جایزه کتاب سال سلطنتی شد.